# Siempre te necesito
"Siempre te Necesito" é uma canção interpretada pela atriz e cantora mexicana Lucero em parceria  com o cantor mexicano Gerardo Ortíz, lançado como o terceiro e último single do álbum Sólo Me Faltabas Tú em 11 de Outubro de 2019.

## Informações
"Siempre te Necesito" foi escrito por Aaron Padilla e está entre as faixas inéditas do álbum. Fala sobre um casal que resolve dar um tempo, porém se questiona por quanto conseguiriam ficar separados. De acordo com Lucero, a melodia da canção é "romântica e doce, apesar da letra em si falar sobre separação".

## Lançamentos
"Siempre te Necesito" foi postado no canal oficial de Lucero no YouTube no dia 10 de Outubro de 2019, e foi lançado nas plataformas digitais no dia seguinte, assim como o vídeo com letra.

## Formato e duração
- Download digital / streaming

1. "Siempre te Necesito" – 3:29

## Histórico de lançamentos
| País   | Data                  | Formatos                   | Gravadora                               |
| ------ | --------------------- | -------------------------- | --------------------------------------- |
| Vários | 11 de Outubro de 2019 | Download digital streaming | Fonovisa Records Universal Music Latino |